# 巴啦啦小魔仙之曜星守護者
《巴啦啦小魔仙之曜星守護者》，是中国大陆《巴啦啦小魔仙》系列第十作，及第九作动画；前作為动画《巴啦啦小魔仙之星緣蝶啟》。上半季于2024年11月15日首播，下半季于2025年6月26日首播。

## 角色介紹

### 魔仙陣容
| 角色   | 介紹                                    |
| 夏乐彤 | 粉色小魔仙 披散髮 漂亮 灵春之庭的守护者 |
| 顏可可 | 水色小魔仙 雙馬尾 可愛 幻夏之屿的守护者 |
| 白尹玥 | 黃色小魔仙 單馬尾 時尚 暖秋之苑的守护者 |
| 司齐   | 凛冬之崖的守护者                        |

### 其他角色
| 角色   | 介紹                   |
| 菲斯娜 | 蝴蝶女王、甜品店老闆娘 |